# Noble Wimberly Jones
Noble Wimberly Jones (ur. 1723 w Lambeth, Anglia, zm. 9 stycznia 1805 w Savannah, Georgia) – amerykański lekarz, polityk, uczestnik wojny o niepodległość Stanów Zjednoczonych, delegat do Kongresu Kontynentalnego.
Urodził się około 1723 roku w Lambeth nieopodal Londynu. Jego rodzicami byli Noble Jones i Sarah Hack Jones. W 1733 roku jego rodzina wraz z pierwszą grupą brytyjskich osadników liczącą 113 osób, przeniosła się do Ameryki Północnej i osiedliła w Savannah, w nowo powstałej kolonii Prowincja Georgia.
Jones w młodości był członkiem milicji kolonialnej pod dowództwem Jamesa Oglethorpa, broniącej osadników przed atakami Indian i Hiszpanów. Tak jak jego ojciec, Noble Wimberly Jones został lekarzem, chociaż nie odebrał formalnego wykształcenia w tym kierunku. W 1756 roku ożenił się z Sarą Davis, z którą doczekał się czternaściorga dzieci, m.in. syna George’a, późniejszego senatora.
Jones studiował, a następnie praktykował medycynę w Savannah w latach 1756–1774. Był członek niższej izby Zgromadzenia kolonialnego Georgii w latach 1755–1772, a w 1768 i 1769 roku był jej przewodniczącym. Po wprowadzeniu opłaty stemplowej w 1765 roku, Jones stał się ostrym krytykiem brytyjskiej polityki wobec kolonii.
Po wprowadzeniu w 1774 roku przez Parlament brytyjski pięciu tzw. ustaw uciążliwych (ang. Intolerable Acts), Jones przyczynił się do powołania w 1775 roku Kongresu Prowincjonalnego Kolonii Georgia. Dwukrotnie był wybierany delegatem na Kongres Kontynentalny, lecz nie uczestniczył w jego obradach. Za pierwszym razem odmówił udziału w pracach Kongresu z powodu niewystarczającego jego zdaniem poparcia społecznego dla jego misji. Kolejna nieobecność spowodowana była koniecznością opieki nad umierającym ojcem.
W 1776 roku po ucieczce brytyjskiego gubernatora z Georgii, Jones wraz z innymi rewolucjonistami przejął władzę w kolonii. Brał udział w tworzeniu konstytucji stanowej (1777) i został ponownie wybrany spikerem nowego Zgromadzenia.
W 1778 roku po odzyskaniu przez Brytyjczyków władzy w Savannah przeniósł się do Charleston. Przebywał tam do momentu zdobycia miasta przez wojska królewskie w 1780 roku. Pojmany i więziony w St. Augustine do 1781 roku. Po uwolnieniu przedostał się do Filadelfii, gdzie ponownie został delegatem na Kongres Kontynentalny.
Po wyzwoleniu Savannah z rąk brytyjskich, powrócił do miasta w drugiej połowie 1782 roku. Kontynuował tam praktykę medyczną, a w 1783 roku został spikerem Zgromadzenia stanowego. W tym samym roku wyjechał ponownie do Charleston, gdzie pozostał pięć lat pracując jako lekarz. W 1795 roku był przewodniczącym Konwentu Konstytucyjnego. Zmarł w 1805 roku w Savannah, jest pochowany na Bonaventure Cemetery.